# Poznań Challenger 1999
Il Poznań Challenger 1999 è stato un torneo di tennis facente parte della categoria ATP Challenger Series nell'ambito dell'ATP Challenger Series 1999. Il torneo si è giocato a Poznań in Polonia dal 2 all'8 agosto 1999 su campi in terra rossa.

## Vincitori

### Singolare
Galo Blanco ha battuto in finale  Fredrik Jonsson con il punteggio di 6–4, 6–2

### Doppio
Massimo Ardinghi /  Davide Sanguinetti hanno battuto in finale  Hugo Armando /  Andrej Čerkasov con il punteggio di 6–4, 6–4